# Bus à haut niveau de service de Mulhouse
Le bus à haut niveau de service de Mulhouse (BHNS), également appelé Tram-Bus ou TramBus, est un réseau de transport en commun dont la première ligne a été mise en service le 2 septembre 2013.
Ce service vise à apporter une solution au report des extensions de la ligne 1 et de la ligne 2 du tramway de Mulhouse, initialement prévues pour 2012 et reportées sine die.
La première, nommée ligne 4, part de Mulhouse pour rejoindre Wittenheim en traversant Kingersheim, avec des prolongements vers Ruelisheim en heure de pointe,,. Le 2 septembre 2019, cette ligne est renommée C4 et ne dessert plus Ruelisheim.

## Histoire

### Ligne 4
Le 28 juin 2010 le conseil d'agglomération de la M2A entérine le report sine die de l'extension du tramway de Mulhouse en direction de Kingersheim et Wittenheim d'une part, et d'Illzach d'autre part.
Le 20 mars 2013, la communauté d'agglomération présente le projet de bus à haut niveau de service. Ce projet consiste à mettre en service deux lignes suivant le tracé  initial des extensions du réseau de tramway.
La première ligne, dénommée ligne 4 — dans la continuité des lignes de tramway — est mise en service le 2 septembre 2013, entre le terminus nord de la ligne 1 du tramway de Mulhouse « Châtaignier » et la cité Sainte-Barbe de Wittenheim, via Kingersheim. En heure de pointe la ligne se prolonge jusqu'à Ruelisheim,,.
Par ailleurs, en prévision d'une seconde ligne de 4,3 km entre le terminus est de la ligne 2 du tramway de Mulhouse « Nouveau Bassin » et l'arrêt « Jonquilles » du quartier Modenheim d'Illzach (desservant une zone d'activité, ainsi qu'une importante zone scolaire), cet arrêt doit être réaménagé,.
Le  10 mars 2014 des nouveaux autobus Irisbus Crealis Neo en version 12 et 18 mètres sont mis en service.

### Ligne C4
Avec la restructuration du réseau prévue le 2 septembre 2019, la ligne 4 est renommée en ligne C4 et fait partie, avec les lignes C5 à C7, des lignes « Chrono » formant les quatre principales lignes de bus du réseau Soléa ; la ligne sera désormais représentée en rouge, comme la ligne 1 du tramway dont elle est le prolongement, et effectuera un terminus systématique à Wittenheim Sainte-Barbe, la desserte de Ruelisheim sera reprise par une ligne régulière, la 15. En revanche, les lignes C5 à C7 ne devraient pas a priori bénéficier des mêmes aménagements que ceux réalisés pour la ligne 4.
Le projet de seconde ligne BHNS desservant Illzach est, à ce jour, reporté sine die : la ligne C5, ligne circulaire, assurera la liaison entre Nouveau Bassin et  Illzach Jonquilles, liaison qui aurait dû être assurée par la ligne 2 du tramway avant l'abandon de l'extension.

### Coût du projet
Le coût prévisionnel du projet, hors matériel roulant, est estimé à 2 millions d'euros hors taxe, répartis entre plusieurs partenaires:
- Mulhouse Alsace Agglomération : 1,2 M€ ;
- Conseil départemental du Haut-Rhin : 400 000 € ;
- État : 400 000 €.

Ce budget inclut le réaménagement des quais des arrêts, notamment pour l'accessibilité aux personnes à mobilité réduite, pour un coût de 380 000€.
Le matériel roulant dispose d'un budget de 2,5 M€ TTC à la charge de la communauté d'agglomération.

## Stations

### Aménagements
Les arrêts, listés ci-dessous, sont aménagés à la manière de stations de tramway, mais seuls trois arrêts sont équipés d'un distributeur automatique de titres de transports (Châtaignier, Hirschau et Place de Thiers),. En conformité avec la loi sur l'accessibilité de 2005, les arrêts de bus de la ligne C4 ont été réaménagés afin de permettre l'accessibilité des personnes à mobilité réduite. Les quais ont donc été rehaussés et sont rectilignes. Les bordures sont désormais contrastées avec le reste du trottoir et équipées d'un système chasse-roues. Un dispositif podotactile complète le dispositif au niveau de la porte avant du bus. La majorité des arrêts ont aussi été équipés à cette occasion d'un abribus et d'un système d'information voyageur visuel pour indiquer les deux prochains passages de bus et d'éventuelles informations en cas de perturbations. Enfin, les arrêts sont équipés d'un QR Code afin d'obtenir des informations en temps réel sur son voyage par smartphone.

### Liste des stations
|  |   |  | Stations              | Correspondances | Communes    | Coordonnées                 |
|  | - |  | --------------------- | --------------- | ----------- | --------------------------- |
|  | ■ |  | Châtaigner            | 12              | Mulhouse    | 47° 46′ 37″ N, 7° 19′ 44″ E |
|  | • |  | Rocade                |                 | Kingersheim | 47° 46′ 55″ N, 7° 19′ 49″ E |
|  | • |  | Parc                  |                 | Kingersheim | 47° 47′ 11″ N, 7° 20′ 02″ E |
|  | • |  | Hirschau              |                 | Kingersheim | 47° 47′ 21″ N, 7° 20′ 09″ E |
|  | • |  | Noyer                 |                 | Kingersheim | 47° 47′ 30″ N, 7° 20′ 09″ E |
|  | • |  | Cimetière Kingersheim |                 | Kingersheim | 47° 47′ 40″ N, 7° 20′ 08″ E |
|  | • |  | Rennes                |                 | Kingersheim | 47° 47′ 54″ N, 7° 20′ 11″ E |
|  | • |  | Entente               |                 | Wittenheim  | 47° 48′ 03″ N, 7° 20′ 13″ E |
|  | • |  | Halle au Coton        |                 | Wittenheim  | 47° 48′ 12″ N, 7° 20′ 14″ E |
|  | • |  | Médiathèque           |                 | Wittenheim  | 47° 48′ 20″ N, 7° 20′ 14″ E |
|  | • |  | Place Thiers          | 8               | Wittenheim  | 47° 48′ 34″ N, 7° 20′ 15″ E |
|  | • |  | Saint-Cloud           |                 | Wittenheim  | 47° 48′ 44″ N, 7° 20′ 13″ E |
|  | • |  | Mésanges              |                 | Wittenheim  | 47° 49′ 09″ N, 7° 20′ 22″ E |
|  | • |  | Stade Théodore        |                 | Wittenheim  | 47° 49′ 22″ N, 7° 20′ 24″ E |
|  | • |  | Kellermann            |                 | Wittenheim  | 47° 49′ 24″ N, 7° 20′ 08″ E |
|  | ■ |  | Sainte-Barbe          | 15              | Wittenheim  | 47° 49′ 31″ N, 7° 20′ 04″ E |

Ces arrêts reprennent les dénominations de l'ancienne ligne 19 du réseau de bus de l'agglomération de Mulhouse.

## Exploitation
Le bus à haut niveau de service de Mulhouse est exploité par Soléa qui exploite déjà le réseau de bus de l'agglomération de Mulhouse ainsi que le tramway de Mulhouse et la section urbaine du tram-train Mulhouse Vallée de la Thur. L'objectif est d'élargir l'amplitude horaire (une exploitation de 4h30 à minuit du lundi au samedi, 7h à minuit le dimanche) et d'augmenter la fréquence des autobus par rapport à une ligne classique de bus, avec une correspondance adaptée au passage des tramways au terminus Châtaignier (un bus tous les deux tramways en journée, et un bus pour chaque tramway en soirée, week-ends et jours fériés),.

### Matériel roulant
Le matériel roulant desservant la ligne 4 (Mulhouse-Kingersheim-Wittenheim-Ruelisheim) est au départ le même que les autres lignes d'autobus du réseau d'agglomération. De septembre à début 2014, ce sont des Heuliez GX 327 et des Irisbus Citelis 18 qui assurent l'ensemble des services sur cette ligne afin d'assurer l'accueil des personnes à mobilité réduite. Des véhicules spécifiquement dédiés à la ligne seront achetés au début de l'année 2014 et déployés durant le 1er trimestre 2014. Un appel d'offres a été publié le 18 mars 2013 à cet effet, avec une date limite de réponse fixée au 2 mai 2013.
À l'issue de l'appel d'offres, le choix s'est porté sur des Irisbus Crealis Neo, à raison de 2 standards (Crealis Neo 12) et de 3 articulés (Crealis Neo 18). Ces modèles disposent de moteurs diesel (245 ou 380 ch selon la déclinaison), avec une vitesse maximale théorique de 70 km/h. La version non-articulée propose 24 places assises, de 75 à 80 places debout, et deux emplacements dédiés aux fauteuils roulants. Toutefois, ces cinq véhicules sont insuffisants et sont complétés par d'autres bus, comme les Iveco Bus Urbanway 12 et 18. Ce matériel est reconduit en 2019 sur la nouvelle ligne C4.

### Priorité des bus aux carrefours à feux
Le bus à haut niveau de service de Mulhouse ne circule pas en site propre, c'est-à-dire qu'il ne dispose pas d'une voirie totalement dédiée. Néanmoins, afin de maîtriser les temps de parcours (dont l'objectif est de gagner 5 minutes sur l'ensemble du parcours par rapport à l'anciene ligne 19) et de faciliter la traversée des carrefours à feux rouges, une priorité aux bus est mise en place. Aux carrefours concernés, en particulier le carrefour traversant la voie rapide D430, les autobus ont une voie dédiée, et leur feu vert est anticipé par rapport à celui des autres véhicules.

### Tarification et financement

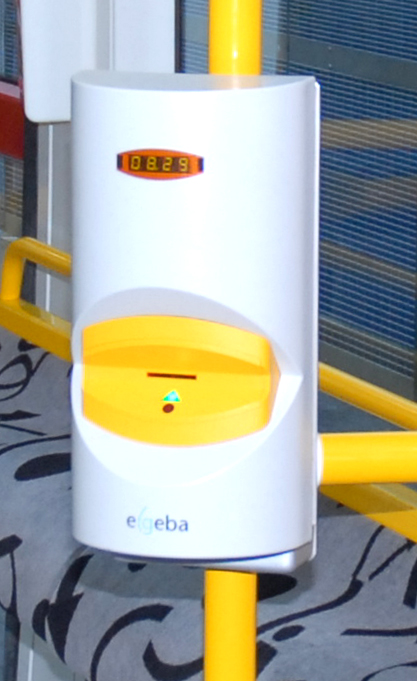
Oblitérateur à tickets Soléa.

#### Tarification
La tarification est identique sur l'ensemble du réseau Soléa, et la mise en service du bus à haut niveau de service a été l'occasion pour Soléa de fusionner les deux anciennes zones tarifaires relatives à l'agglomération (A1 et A2) en une seule zone unique (A). Les usagers des communes les plus éloignées du centre de Mulhouse ont donc bénéficié au 2 septembre 2013 d'une baisse de tarif pour voyager sur tout le territoire de l'agglomération (zone A), uniformément en autobus, bus à haut niveau de service, tramway et également en tram-train dans les limites de Mulhouse et Lutterbach. Le ticket unitaire doit être validé, il permet de prendre une correspondance mais pas d'effectuer un aller-retour. En revanche, l'accès à la partie suburbaine du tram-train est soumise au tarif « Attitudes » (zones B à C).
Les seuls abonnements existants sont mensuels et annuels. Les tickets et abonnements peuvent être achetés soit dans des distributeurs automatiques présents dans les stations de tramway, soit en agence. D'autres titres sont en outre disponibles dans des points de vente tels que les bureaux de tabac, les bureaux de poste, etc.
Afin de prendre le bus, l'usager doit oblitérer son ticket à bord des véhicules, valider son « m-ticket » sur son smartphone ou avoir un abonnement valide sur soi. Pour lutter contre la fraude, des équipes de contrôleurs parcourent le réseau. Ils peuvent être assistés des forces de l'ordre ou d'agents de sécurité de Soléa.

#### Financement
Le financement du fonctionnement des lignes (entretien, matériel et charges de personnel) est assuré par Soléa. Cependant, les tarifs des billets et abonnements dont le montant est limité par décision politique ne couvrent pas les frais réels de transport. Le manque à gagner est compensé par l'autorité organisatrice, Mulhouse Alsace Agglomération. Il définit les conditions générales d'exploitation ainsi que la durée et la fréquence des services. L'équilibre financier du fonctionnement est assuré par une dotation globale annuelle à Soléa grâce au versement transport payé par les entreprises et aux contributions des collectivités publiques.

### Trafic
Le bassin de population directement concerné par la ligne C4 de bus à haut niveau de service (Mulhouse-Kingersheim-Wittenheim) est de 45 000 habitants. En 2014, il est fait état d'un trafic de 3000 voyages quotidiens, soit une fréquentation en hausse de 43 % pour la commune de Wittenheim, 14 % pour Kingersheim, et finalement une hausse globale située entre 25 % et 30 % sur la zone entre 2011 et fin 2013.